# 奈迈什维陶
奈迈什维陶，是匈牙利维斯普雷姆州所辖的一个村，总面积9.25平方公里，总人口355，人口密度38.4人/平方公里（2010年1月1日）。